# Wavelength Division Multiplexing
Wavelength Division Multiplexing (abbreviato WDM), nelle telecomunicazioni, indica un tipo di multiplazione utilizzato nei sistemi di comunicazione ottica. Di fatto trattasi di una multiplazione classica di tipo FDM dove in ottica si preferisce lavorare riferendosi alle lunghezze d'onda anziché alle usuali frequenze dell'onda elettromagnetica portante l'informazione.

## Descrizione
Per modulare diversi canali su una stessa fibra ottica si usano diverse portanti di differenti lunghezze d'onda, una per ogni canale, e per la singola portante si usa la modulazione di intensità o ampiezza. In questo modo è possibile sfruttare la grande banda ottica disponibile della fibra. Ciascun canale è poi a sua volta multiplato in TDM.
In gergo le lunghezze d'onda vengono anche chiamate "colori" e la trasmissione WDM viene detta "colorata", anche se in realtà le lunghezze d'onda usate non sono nel campo del visibile.
Uno dei maggiori problemi che si riscontrano nell'utilizzo dei sistemi WDM è la Cross Phase Modulation, un effetto non lineare dovuto all'effetto Kerr. L'effetto Kerr provoca infatti l'assorbimento contemporaneo di due fotoni da parte del materiale. Questo assorbimento porta ad un aumento dell'energia degli elettroni del materiale, che in seguito ritornano allo stato iniziale, emettendo un'altra coppia di fotoni. L'energia di questi due fotoni riemessi può essere diversa da quella dei due fotoni assorbiti (la somma sarà ovviamente uguale), e quindi sarà diversa anche la lunghezza d'onda. In questo modo i fotoni riemessi vanno ad inserirsi in un altro canale, ad un'altra lunghezza d'onda, creando rumore ottico sul canale stesso. 

### Sistemi WDM

Principio di funzionamento del WDM

Un sistema WDM usa un multiplexer in trasmissione per inviare più segnali insieme, e un demultiplexer in ricezione per separarli. Usando il giusto tipo di fibra ottica è possibile avere un dispositivo che compie entrambe le azioni simultaneamente e può funzionare come un Add-Drop Multiplexer ottico. I dispositivi di filtraggio ottico usati nei modulatori-demodulatori sono di solito degli interferometri di Fabry-Pérot a stato solido e singola frequenza, nella forma di vetro ottico ricoperto da film sottile.
L'idea di base dei sistemi WDM fu pubblicata per la prima volta nel 1970 e nel 1978 essi cominciarono a essere realizzati in laboratorio. I primi sistemi WDM combinavano solo due segnali. I sistemi moderni possono gestire fino a 160 segnali e possono quindi moltiplicare la banda di una fibra a 10 Gbit/s fino a un limite teorico di oltre 1.6 Tbit/s su una singola coppia di fibre.
I sistemi WDM sono apprezzati dalle società telefoniche perché consentono di aumentare la banda disponibile in una rete senza dover stendere altra fibra ottica. Usando il WDM e gli amplificatori ottici, è possibile aggiornare progressivamente la tecnologia degli apparati di rete senza essere costretti a rifare totalmente la rete backbone. La capacità di banda di un certo collegamento può essere aumentata semplicemente aggiornando i multiplatori e demultiplatori a ciascun capo del collegamento.
Questo è spesso realizzato compiendo una serie di conversioni ottico-elettrico-ottico alle estremità della rete di trasporto, permettendo così l'interoperabilità con gli esistenti apparati con interfacce ottiche.
La maggior parte di sistemi WDM operano con fibre monomodali, con un diametro del nucleo di 9 µm. Alcuni tipi di WDM possono essere usati anche con fibre multi-modali che hanno diametro del nucleo di 50 o 62,5 µm.
I primi sistemi WDM erano costosi e complicati da far funzionare. Tuttavia la successiva standardizzazione e una migliore compressione della dinamica dei sistemi WDM hanno abbassato molto i costi.
I ricevitori ottici, contrariamente alle sorgenti laser, tendono a essere dispositivi a larga banda. Per questa ragione è il demultiplexer che deve fornire la selettività di lunghezza d'onda in ricezione nei sistemi WDM.
I sistemi WDM si possono suddividere, in base alla separazione tra le diverse lunghezze d'onda usate, in WDM dense (DWDM "densi") e coarse (CWDM "a grana grossa"). I sistemi DWDM convenzionali forniscono fino a 40 canali nella terza finestra di trasmissione (la banda C) delle fibre in silicio, intorno alla lunghezza d'onda di 1550 nm, con una separazione tra i canali di 100 GHz. Diminuendo la spaziatura tra lunghezze d'onda è oggi possibile usare la stessa finestra di trasmissione arrivando a 80/96 canali a intervalli di 50 GHz; sistemi a 160 canali e intervalli di 25 GHz sono a volte chiamati ultra densi. La tecnologia sta inoltre evolvendo verso sistemi ancor più flessibili che utilizzano una spaziatura ancor più ridotta (12,5 GHz) e consentono di assegnare a un singolo canale ottico un numero variabile di lunghezze d'onda della griglia a seconda delle necessità di banda, consentendo di ottimizzare l'uso dello spettro (sistemi DWDM flex-grid). A titolo di esempio, un segnale a 100 Gbit/s che in un sistema DWDM a griglia fissa richiede uno slot pari a 50 GHz di spettro, in un sistema flex-grid può essere distribuito su 3 slot a 12,5 GHz, riducendo l'allocazione di banda a 37,5 GHz, ossia il 25% di banda in meno. La normativa ITU-T G.694.1 nell'edizione 02/2012 include anche la definizione delle caratteristiche per la flex-grid.
Ogni lunghezza d'onda è in grado di trasportare segnali con bit rate differente; la separazione dei canali consente il trasporto di servizi a 1 Gbit/s fino a 100 Gbit/s senza che si generi interferenza (crosstalk) - a tale proposito è necessario sottolineare l'importanza di una corretta progettazione della rete in fibra ottica che tenga conto degli effetti dovuti alla dispersione, del bilanciamento di potenza tra i vari canali, della presenza di tecniche di modulazioni particolari che possano interferire con canali adiacenti eccetera. Un sistema a 80 lunghezze d'onda con spaziatura 50 GHz in banda C è in grado di trasportare 8 Tbit/s di traffico su una singola coppia di fibre per oltre 2500 km senza che sia necessaria la rigenerazione del segnale (3R). Utilizzando poi più portanti (più lunghezze d'onda), è possibile trasportare anche servizi a velocità superiori a 100 Gbit/s (tipicamente 200 o 400 Gbit/s); le lunghezze d'onda utilizzate dal segnale ottico costituiscono un "supercanale" (super-channel).
Nel coarse WDM (CWDM) la separazione tra le lunghezze d'onda usate è maggiore che nel convenzionale e nel DWDM, in modo da poter utilizzare componenti ottici meno sofisticati e quindi meno costosi. Per continuare a fornire 16 canali su una sola fibra, il CWDM usa interamente la banda di frequenze compresa tra la seconda e la terza finestra di trasmissione (1310/1550 nm rispettivamente) in cui, oltre alle due finestre (la finestra a minima dispersione e quella a minima attenuazione) è compresa anche l'area critica dove può aversi attenuazione del segnale per l'assorbimento dovuto alla presenza di impurità costituite da ossidrili OH; per questo si raccomanda di usare fibre ottiche senza OH nel caso si vogliano impiegare anche le frequenze di quest'area critica. Togliendo invece questa, rimangono i canali 31, 49, 51, 53, 55, 57, 59 e 61, che sono quelli più usati.
Un'altra differenza tra WDM, DWDM e CWDM è legata all'amplificazione del segnale ottico. L'EDFA, Erbium Doped Fiber Amplifier (Amplificatore ottico all'Erbio) consente una buona amplificazione ad ampio spettro per le frequenze della banda C, mentre l'amplificazione in banda L è solitamente meno efficiente. Amplificare i segnali attraverso amplificatori Raman consente invece di estendere i passi di amplificazione oltre i 50 dB di attenuazione di tratta, consentendo ad esempio di diminuire i passi di amplificazione (si possono trovare sistemi commerciali che, grazie a questa tecnica, consentono di amplificare segnali oltre i 100 km per tratta di fibra ottica). Per il CWDM non è invece disponibile un'amplificazione ottica a larga banda, limitando così la lunghezza dei tratti di fibra senza rigenerazione ad alcune decine di chilometri.

## Coarse WDM

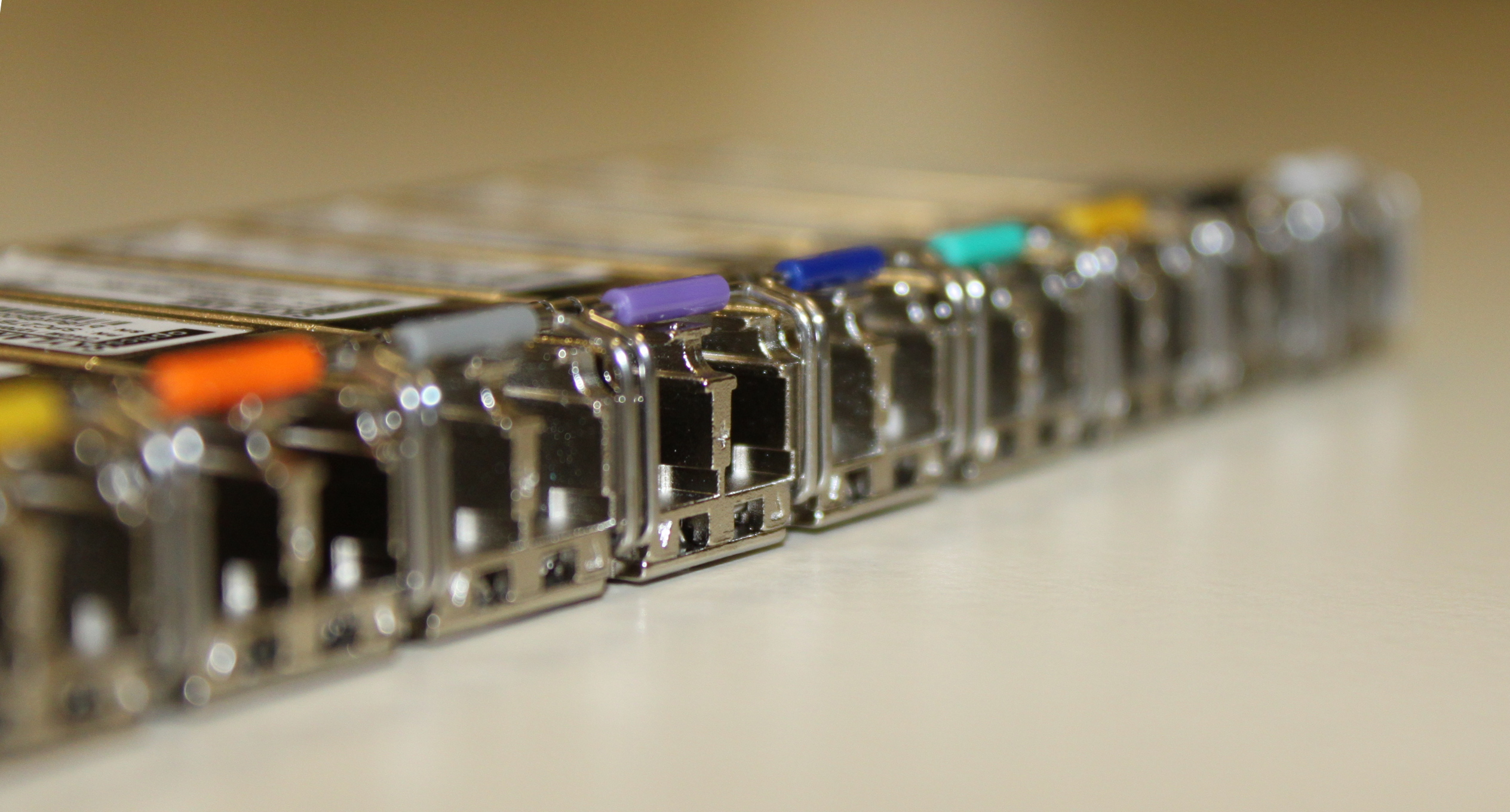
Moduli ricetrasmettitori SFP+ per comunicazioni WDM a 10 Gbit/s

In origine, il termine coarse wavelength division multiplexing (CWDM) era alquanto generico e indicava una serie di applicazioni differenti, che però hanno tutte in comune il fatto che la scelta nella spaziatura tra canali e la stabilità in frequenza sono tali da non consentire l'uso di amplificatori in fibra drogata all'erbio (erbium doped fiber amplifier, EDFA). Prima che l'ITU-T introducesse una definizione formale e standardizzata del termine, il significato comune per CWDM indicava la generica multiplazione di due (o più) segnali su una singola fibra, usando la lunghezza d'onda di 1550 nm per uno e di 1310 nm per l'altro.
Nel 2002 con la raccomandazione ITU-T G.694.2, l'ITU standardizzò una griglia di diciotto canali con lunghezze d'onda comprese tra 1270 nm e 1610 nm e spaziati tra loro di 20 nm. Una successiva revisione della raccomandazione G.694.2 (2003) spostò la frequenza centrale di ogni canale di 1 nm, per cui in realtà i canali sono compresi tra i 1271 e i 1611 nm. Le lunghezze d'onda della griglia CWDM inferiori ai 1470 nm sono considerate come "inutilizzabili" con le fibre più vecchie specificate nella raccomandazione ITU-T G.652 a causa dell'attenuazione elevata introdotta nella fascia di spettro 1270–1470 nm. Le fibre più moderne, che rispondono alle caratteristiche definite negli standard ITU-T G.652.C e G.652.D hanno pressoché eliminato questo problema e consentono quindi di utilizzare tutti i 18 canali definiti dall'ITU per le reti metropolitane.
Lo standard di livello fisico 10GBASE-LX4 per la 10 gigabit Ethernet è un esempio di un sistema CWDM in cui si usano quattro lunghezze d'onda nell'intorno dei 1310 nm, ciascuna dedicata a trasportare un segnale a 3.125 Gbit/s, multiplate insieme per costituire un flusso di segnale aggregato a 10 Gbit/s.
Anche con la standardizzazione ITU, la caratteristica principale che contraddistingue i sistemi CWDM rimane una spaziatura tra canali che non consente l'uso di amplificatori EDFA. Questo comporta che la portata totale di una tratta CWDM arriva attorno ai 60 km (per un segnale a 2.5 Gbit/s), che è comunque adeguata per l'applicazione nelle reti metropolitane. I requisiti laschi sulla stabilità in frequenza delle lunghezze d'onda utilizzate comportano che il costo di un sistema CWDM non è molto più elevato rispetto a quello di un sistema ottico non WDM.
La multiplazione CWDM trova impiego anche nelle reti di televisione via cavo, dove si impiegano lunghezze d'onda differenti per il segnale downstream (trasmissione televisiva vera e propria) e quello upstream (interazione dall'utente finale). In questo tipo di applicazione le lunghezze d'onda sono ben distanziate, per esempio con il segnale downstream che opera sui 1310 nm mentre quello upstream usa i 1550 nm.
Uno sviluppo tecnologico interessante è la realizzazione di moduli ricetrasmettitori intercambiabili (Small form-factor pluggable, SFP) e convertitori di interfaccia gigabit Ethernet (GigaBit Interface Converter, GBIC) che consentono di far evolvere in modo molto semplice sistemi più vecchi basati su moduli ricetrasmettenti di tipo SFP. Per esempio, uno switch a interfaccia elettrica può essere convertito in uno switch a interfacce CWDM con la semplice sostituzione adeguata dei moduli.
Il CWDM passivo è un tipo di implementazione che non richiede alimentazione elettrica e realizza la separazione delle lunghezze d'onda usando esclusivamente componenti ottici passivi come filtri ottici passa-banda e prismi e per queste caratteristiche viene spesso impiegato per portare la cablatura in fibra fino in casa dell'utente finale (FTTH, Fiber to the home).

## Dense WDM
Il termine Dense Wavelength Division Multiplexing (DWDM) si riferisce alla multiplazione di segnali ottici nella banda a 1550 nm con caratteristiche tali da consentire di sfruttare le capacità (e il costo) degli amplificatori EDFA, che sono efficienti nelle fasce di spettro 1525-1565 nm (banda C) e 1570–1610 nm (banda L). In origine l'uso di amplificatori EDFA aveva come scopo quello di sostituire i rigeneratori ottici delle reti SDH/SONET per evitare la conversione ottico-elettrico-ottico, cosa che di fatto ha reso i rigeneratori obsoleti. Un EDFA è in grado di amplificare qualsiasi segnale ottico nella sua banda utile indipendentemente dalla bit-rate usata per la modulazione. In un contesto a lunghezze d'onda multiple, un EDFA, nei limiti della sua energia di pompaggio, è in grado di amplificare tutti i segnali ottici che è possibile multiplare nel suo spettro di amplificazione (tenendo conto che la densità dei segnali è comunque limitata dalla scelta del tipo di modulazione). Gli EDFAs quindi consentono di aumentare la capacità di trasporto (bit rate) di un link ottico semplicemente sostituendo gli elementi alle sue estremità; allo stesso modo, link ottici a lunghezza d'onda singola possono evolvere verso link WDM a un costo ragionevole, dato che il costo dell'EDFA viene suddiviso tra tutti i canali che è in grado di multiplare.

### Componenti di un sistema DWDM

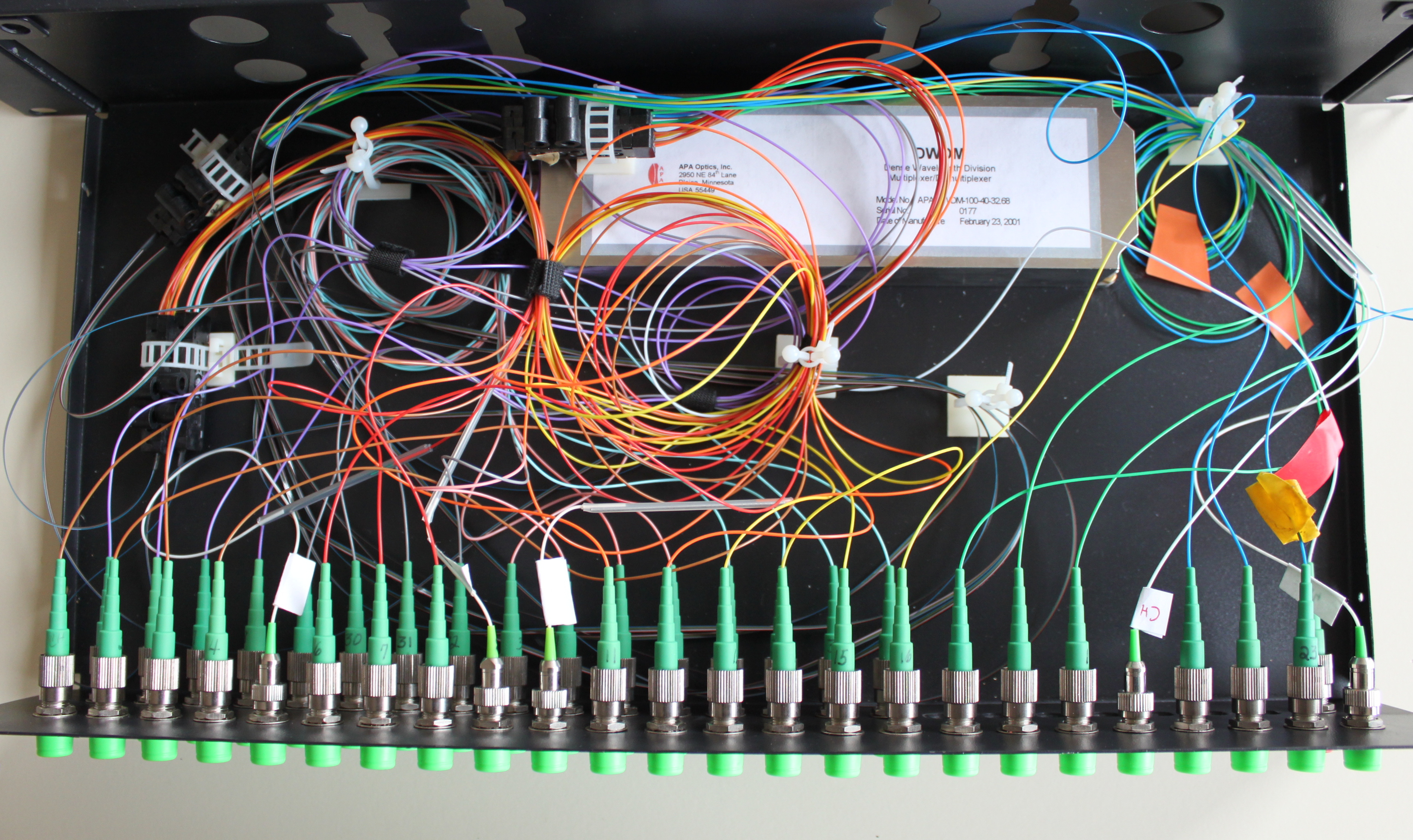
Multiplexer di tipo DWDM

I componenti principali di un sistema DWDM tipico sono:
1. Un «multiplexer terminale» o terminale DWDM: questo dispositivo è dotato di trasponder individuali per ciascun segnale di ingresso, di un multiplexer ottico e, dove serve, di un amplificatore ottico EDFA. Ciascun transponder riceve un segnale ottico da una sorgente dati esterna (per esempio un dispositivo SDH o SONET o qualsiasi altro tipo di dispositivo di telecomunicazione), lo converte in un segnale elettrico e poi lo ritrasmette su una lunghezza d'onda specifica, diversa per ciascun ingresso, usando un laser nella banda a 1550 nm. Questi segnali a lunghezze d'onda differenti vengono poi combinati insieme dal multiplexer ottico in un segnale ottico aggregato e poi trasmesso su una singola fibra (per esempio di tipo SMF-28). Il terminale può essere opzionalmente dotato anche di un trasmettitore EDFA per amplificare il segnale in uscita. I primi terminali DWDM sviluppati a metà degli anni novanta mettevano a disposizione 4 o 8 trasponder; già negli anni 2000 erano disponibili a livello commerciali terminali in grado di multiplare fino a 128 segnali.
2. Un «ripetitore di linea intermedio» (o Intermediate Line Amplifier, ILA): si tratta di un dispositivo posizionato ogni 80–100 km il cui compito è compensare l'attenuazione in potenza del segnale ottico dovuta alla lunghezza della fibra. Sostanzialmente è un amplificatore di tipo EDFA a più stadi che ri-amplifica il segnale ottico aggregato.
3. Un «terminale ottico intermedio» (Optical Add-Drop Multiplexer, OADM): questo è un dispositivo che svolge sia la funzione di ripetitore che quella di aggiungere o estrarre localmente alcune lunghezze d'onda dl segnale multiplato. Questo tipo di apparato è in grado anche di effettuare misure di diagnostica ottica e di inserire o estrarre segnali di telemetria per localizzare eventuali rotture della fibra o per tenere sotto controllo ed eventualmente aggiustare i parametri ottici. Nei primi sistemi, l'estrazione/aggiunta locale di lunghezze d'onda richiedeva di utilizzare un hardware dedicato a filtri fissi, il che comportava che per aumentare o semplicemente cambiare le lunghezze d'onda inserite/estratte localmente era necessario un intervento fisico che poteva comportare l'interruzione temporanea sull'intero segnale multiplato. A partire dalla metà degli anni 2000, sono stati introdotti i ROADM (Reconfigurable Optical Add-Drop Multiplexer) che consentono di selezionare via software le lunghezze d'onda da aggiungere/estrarre localmente (per esempio tramite l'impiego di filtri sintonizzabili o di WSS), consentendo così una maggior flessibilità. In particolare, l'impiego dei WSS consente non solo di estrarre/aggiungere lunghezze d'onda terminate localmente ma consente anche di spostarle verso un altro flusso multiplato (e quindi verso un'altra fibra), realizzando così uno switch DWDM di tipo ottico. Il numero di fibre diverse su cui un singolo ROADM è in grado di effettuare uno switching viene indicato come "numero di grado": un OADM base, se riconfigurabile, che presenta una sola fibra in ingresso e una sola fibra in uscita è un ROADM a 2 gradi. Un ROADM a 4 gradi consente, ad esempio, a partire da una fibra di ingresso, di smistare le singole lunghezze d'onda su 3 possibili fibre in uscita. Questo tipo di elemento di rete consente di realizzare reti ottiche a topologia magliata, diventando a tutti gli effetti un cross-connect ottico.
4. Un «demultiplexer terminale» che svolge la funzione inversa del multiplexer terminale, ossia scompone l'intero segnale ottico aggregato nelle singole lunghezze d'onda componenti che poi vengono convogliate a un transponder che, tramite conversione ottico-elettrico-ottico, estrae il segnale della sorgente dati remota. Nella maggior parte dei sistemi commerciali, la funzione di multiplexer terminale e demultiplexer terminale è combinata insieme nello stesso elemento di rete, così da poter gestire interfacce di tipo bidirezionale. Per segnali ad elevate velocità (da 40 Gbit/s in su) i trasponder più moderni che implementano lo standard OTN ITU-T G.709 sono dotati anche di sistemi di rilevamento e correzione degli errori (Forward Error Correction, FEC) che consentono di aumentare la portata effettiva.
5. Un «canale ottico di supervisione» (Optical Supervisory Channel, OSC): si tratta di un canale dati ausiliario separato che utilizza una lunghezza d'onda separata, tipicamente al di fuori della banda di amplificazione dell'EDFA (1510 nm, 1620 nm, 1310 nm o altre lunghezze d'onda proprietarie). L'OSC trasporta informazioni relative al segnale multiplato e informazioni di stato relative al terminale e/o all'amplificatore EDFA remoto. Viene utilizzato anche come canale dati generico per consentire per esempio l'aggiornamento software da remoto o come canale di supporto per il Network Management. Lo standard ITU[6][7] suggerisce di utilizzare una struttura di tipo OC-3/STM-1 ma alcuni produttori usano direttamente un formato Fast Ethernet o superiore. A differenza del segnale ottico multiplato, il canale OSC viene sempre terminato nei nodi di amplificazione intermedi, dove la sua informazione viene elaborata e poi ritrasmessa a valle.